# Apelul
Apelul  (titlul original: în rusă Перекличка, transliterat: Pereklicika) este un film dramatic sovietic, realizat în 1965 de regizorul Daniil Hrabovițki, protagoniști fiind actorii Nikita Mihalkov, Oleg Strijenov, Marianna Vertinskaia, Tatiana Doronina. 

## Conținut
Filmul este un „apel” la două generații de tineri, o generație din timpul prezent al acțiunii (anii '60) iar cealaltă din timpul războiului. Multifațetat ca un roman, filmul se bazează pe câteva povești diferite, care sunt strâns legate între ele. Evenimentele actuale sunt întrerupte cu amintiri din urmă cu douăzeci de ani. Imaginea trecutului, din cel de-al Doilea Război Mondial, văzută prin prisma generalul Juravliov, care este acum unul dintre cei mai importanți proiectanți de rachete spațiale, leagă toate poveștile filmului. Poveștile pe care și le amintește sunt în mare măsură, documente de război.

## Distribuție
- Nikita Mihalkov – Serghei Borodin
- Oleg Strijenov – Aleksei Borodin, cosmonaut
- Marianna Vertinskaia – Katia, actriță
- Tatiana Doronina – Nika
- Vasili Merkurev – generalul Viktor Ilici Juravliov
- Evgheni Steblov – Sașa Amelcenko
- Șavkat Gaziev – mecanicul-conducător al tancului
- Leonid Obolenski –
- Vsevolod Sanaev – Varentsev
- Evgheni Vesnik – Vasia, circarul
- Valentin Nikulin – jurnalist
- Vladimir Kașpur – Viktor Rujin
- Nikolai Varmin – generalul Nikolai Mihailovici

## Lansare
A fost lansat în anul 1966 și a avut parte de succes comercial, fiind vizionat de 10,6 milioane de spectatori în cinematografele din Uniunea Sovietică.